# Syrovinka
Syrovinka je pravostranný přítok řeky Moravy v okrese Hodonín v Jihomoravském kraji. Protéká obcemi: Syrovín, Těmice a Bzenec. Délka toku činí 17,5 km. Plocha povodí měří 77,8 km². Průměrný průtok v ústí činí 0,14 m³/s

## Průběh toku
Syrovinka pramení západně od obce Syrovín, na pomezí okresů Uherské Hradiště a Hodonín, v nadmořské výšce 300 m. V nejhornější části směřuje potok na východ, protéká Syrovínem. Zde se obrací na jih k Těmicím, severně od nichž přijímá zleva Ořechovský potok a níže po proudu další levostranný přítok Domanínský potok. Od Těmic teče dále na jih k Bzenci, kde se stáčí na východ. Zde přibírá zprava Vracovský potok přitékající od Vracova. Východně o Bzence potok protéká pod železniční tratí č. 330 a obrací se na jihozápad. Tímto směrem pokračuje zhruba čtyři kilometry až ke svému ústí do řeky Moravy u Bzence Přívozu.

### Větší přítoky
- Ořechovský potok (hčp 4-13-02-0300) je levostranný přítok Syrovinky pramenící severozápadně od Ořechova v nadmořské výšce okolo 325 m. V nejhornější části směřuje na jihovýchod, protéká Ořechovem. Zde se obrací na jih. Pod Ořechovem se stáčí na jihozápad, přijímá zprava Újezdecký potok a teče dále k Těmicím. Do Syrovinky se vlévá severně od Těmic na 14,2 říčním kilometru v nadmořské výšce okolo 230 m. Délka toku činí 5,3 km.[3] Plocha povodí měří 11,4 km².[2]
  - Újezdecký potok je pravostranný přítok Ořechovského potoka pramenící v Újezdci v nadmořské výšce okolo 330 m. Na horním toku směřuje na jih, na středním a dolním toku teče převážně jihovýchodním směrem. Do Ořechovského potoka se vlévá na 1,8 říčním kilometru v nadmořské výšce okolo 220 m. Délka toku činí 2,6 km.[4][pozn 2]
- Domanínský potok je levostranný a zároveň nejvodnatější přítok, který odvodňuje okolí Domanína. Na horním a středním toku směřuje potok na severozápad, na dolním toku teče západním směrem. Do Syrovinky se vlévá severně od Těmic na 13,6 říčním kilometru v nadmořské výšce okolo 205 m. Délka toku činí 0,9 km.[5]V místě kde potok ústí do Syrovinky má větší objem než řeka Syrovinka která je v místě většinu část roka vyschlá.
- Vracovský potok je pravostranný přítok Syrovinky pramení ve Vracovském rybníku v nadmořské výšce okolo 190m. Vlévá se do řeky Syrovinky v ř. km 7,0

## Vodní režim
Průměrný průtok Syrovinky u ústí činí 0,14 m³/s.